# Герцог Бофорт
О французском титуле см. герцог де Бофор

Герб герцогов Бофорт

Герцог Бофорт (англ. Duke of Beaufort) — герцогский титул в пэрстве Англии, существующий с 1682 года. Принадлежит семье Сомерсетов, которая является единственной, происходящей от дома Плантагенетов по прямой мужской линии (хотя и через два внебрачных рождения). Название связано с замком Монморанси-Бофор в Шампани, Франция.

## История
Родоначальником Сомерсетов является Чарльз Сомерсет (около 1460—1526), внебрачный сын Генри Бофорта (1436—1464), 3-го герцога Сомерсета, военачальника Ланкастерской династии в войне Алой и Белой Розы. Бофорты были потомками Джона Гонта, герцога Ланкастера, от его любовницы Екатерины Суинфорд, впоследствии узаконенными, но не имевшими права на престол. После казни последнего Бофорта в 1471 году род пресёкся по законной мужской линии.
В 1485 году на престол вступил Генрих VII, сын Маргариты Бофорт. В 1514 году его сын Генрих VIII присвоил своему родственнику Чарльзу Сомерсету титул «граф Вустер».
Один из его потомков Генри, пятый граф Вустер (1577—1646), пожалован Карлом I в 1642 году в маркизы Вустер, а его внук Генри (1629—1700) сделан Карлом II в 1683 году 1-м герцогом Бофортом, «в знак помощи Нашему дому во время Нашей счастливейшей Реставрации, а также в знак его благороднейшего происхождения от короля Эдуарда III».
Наиболее примечательный представитель семьи Сомерсетов — фельдмаршал Великобритании Фицрой Сомерсет, 1-й барон Раглан (1788—1855), умерший от холеры во время Крымской войны. Лорд Раглан был младшим сыном 5-го герцога Бофорта.

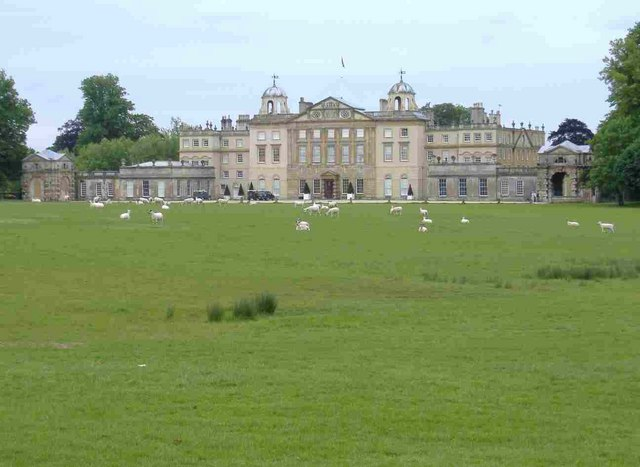
Бадминтон-хаус

В настоящее время этот титул носит Генри Джон Фицрой Сомерсет, 12-й герцог Бофорт (родился в 1952).
Второстепенные титулы — маркиз Вустер (носится как «титул учтивости» старшим сыном герцога), граф Гламорган (носится старшим внуком герцога).
Резиденция герцогов — Бадминтон-хаус, Глостершир.

## Графы Вустер (1514)
- Чарльз Сомерсет, 1-й граф Вустер (ок. 1450—1526), узаконенный сын Генри Бофорта, 3-го герцога Сомерсета, и Джоан Хилл;

Другие титулы: барон Герберт (1461)
- Генри Сомерсет, 2-й граф Вустер (ок. 1495—1548), единственный сын 1-го графа Вустера;
- Уильям Сомерсет, 3-й граф Вустер (1526/1527 — 1589), старший сын и преемник 2-го графа Вустера;
- Эдуард Сомерсет, 4-й граф Вустер (1553—1628), единственный сын 3-го графа Вустера;
- Генри Сомерсет, 5-й граф Вустер (1577—1646), старший сын 4-го графа Вустера. В 1642 году получил титул маркиза Вустера.

## Маркизы Вустер (1642)
Другие титулы: граф Вустер (1514) и барон Герберт (1461)
- Генри Сомерсет, 1-й маркиз Вустер (1577—1646), старший сын 4-го графа Вустера;
- Эдуард Сомерсет, 2-й маркиз Вустер (1601—1667), старший сын 1-го маркиза Вустера;
- Генри Сомерсет, 3-й маркиз Вустер (1629—1700), единственный сын 2-го маркиза Вустера. В 1682 году Генри Сомерсет, 3-й маркиз Вустер, получил титул герцога Бофорта;
  - Генри Сомерсет, лорд Герберт (родился до 1660), старший сын 3-го маркиза Вустера, умер в младенчестве

## Герцоги Бофорт (1682)
Другие титулы: маркиз Вустер (1642), граф Вустер (1514), барон Герберт (1461)
- 1682—1700: Генри Сомерсет, 1-й герцог Бофорт (1629—1700), старший сын 2-го маркиза Вустера;
  - Генри Сомерсет, лорд Герберт (родился до 1660), старший сын 3-го маркиза Вустера, умер в младенчестве;
  - Чарльз Сомерсет, маркиз Вустер (1660—1698), второй сын 1-го герцога Бофорта, умер при жизни отца;
- 1700—1714: Генри Сомерсет, 2-й герцог Бофорт (1684—1714), единственный сын лорда Вустера и внук 1-го герцога Бофорта;
- 1714—1745: Генри Сомерсет-Скудамор, 3-й герцог Бофорт (1707—1745), старший сын 2-го герцога Бофорта, умер бездетным;
- 1745—1756: Ноэль Чарльз Сомерсет, 4-й герцог Бофорт (1709—1756), второй (младший) сын 2-го герцога Бофорта

Другие титулы (5-10 герцоги): барон Ботетуар (1803)
- 1756—1803: Генри Сомерсет, 5-й герцог Бофорт (1744—1803), единственный сын 4-го герцога Бофорта;
- 1803—1835: Генри Чарльз Сомерсет, 6-й герцог Бофорт (1766—1835), старший сын 5-го герцога Бофорта;
- 1835—1853: Генри Сомерсет, 7-й герцог Бофорт (1792—1853), старший сын 6-го герцога Бофорта;
- 1853—1899: Чарльз Генри Фицрой Сомерсет, 8-й герцог Бофорт (1824—1899), единственный сын 7-го герцога Бофорта;
- 1899—1924: Генри Аделберт Веллингтон Фицрой Сомерсет, 9-й герцог Бофорт (1847—1924), старший сын 8-го герцога Бофорта;
- 1934—1984: Артур Хью Генри Фицрой Сомерсет, 10-й герцог Бофорт (1900—1984), единственный сын 9-го герцога Бофорта, скончался бездетным;
- 1984 — 2017: Дэвид Роберт Сомерсет, 11-й герцог Бофорт (1928—2017), второй сын капитана Генри Роберта Сомерса Фицроя де Вера Сомерсета (1898—1965), внук Генри Чарльза Сомерса Огастаса Сомерсета (1874—1945), правнук лорда Генри Ричарда Чарльза Сомерсета (1849—1932), праправнук Чарльза Генри Фицроя Сомерсета, 8-го герцога Бофорта;
- 2017 — н. в.: Генри Джон Фицрой Сомерсет, 12-й герцог Бофорт (род. 22 мая 1952), старший сын 11-го герцога Бофорта;
  - Наследник: Роберт Генри Фицрой Сомерсет, маркиз Вустер (род. 20 января 1989), старший сын 12-го герцога Бофорта;
    - Наследник наследника: Генри Сомерсет, граф Гламорган (род. 26 мая 2021), единственный сын предыдущего.